# Luidia magnifica
Espèce
Synonymes
- Luidia aspera Sladen, 1889[1]

Luidia magnifica  est une espèce d'étoiles de mer de la famille des Luidiidae.

## Description et caractéristiques
C'est une grande étoile (40-80 cm de diamètre) assez plane, pourvue généralement d'une dizaine de bras (parfois légèrement plus ou moins en fonction de la prédation et de la régénération), de longueur parfois inégale. Le corps est de couleur crème maculé de taches orangées, et laisse apparaître des épines marginales de couleur claire, très mobiles et qui servent à l'enfouissement dans le sable. Sur la face inférieure, les podia sont longs et nombreux, terminés par une pointe rouge vif qui permet d'identifier facilement cette espèce. 

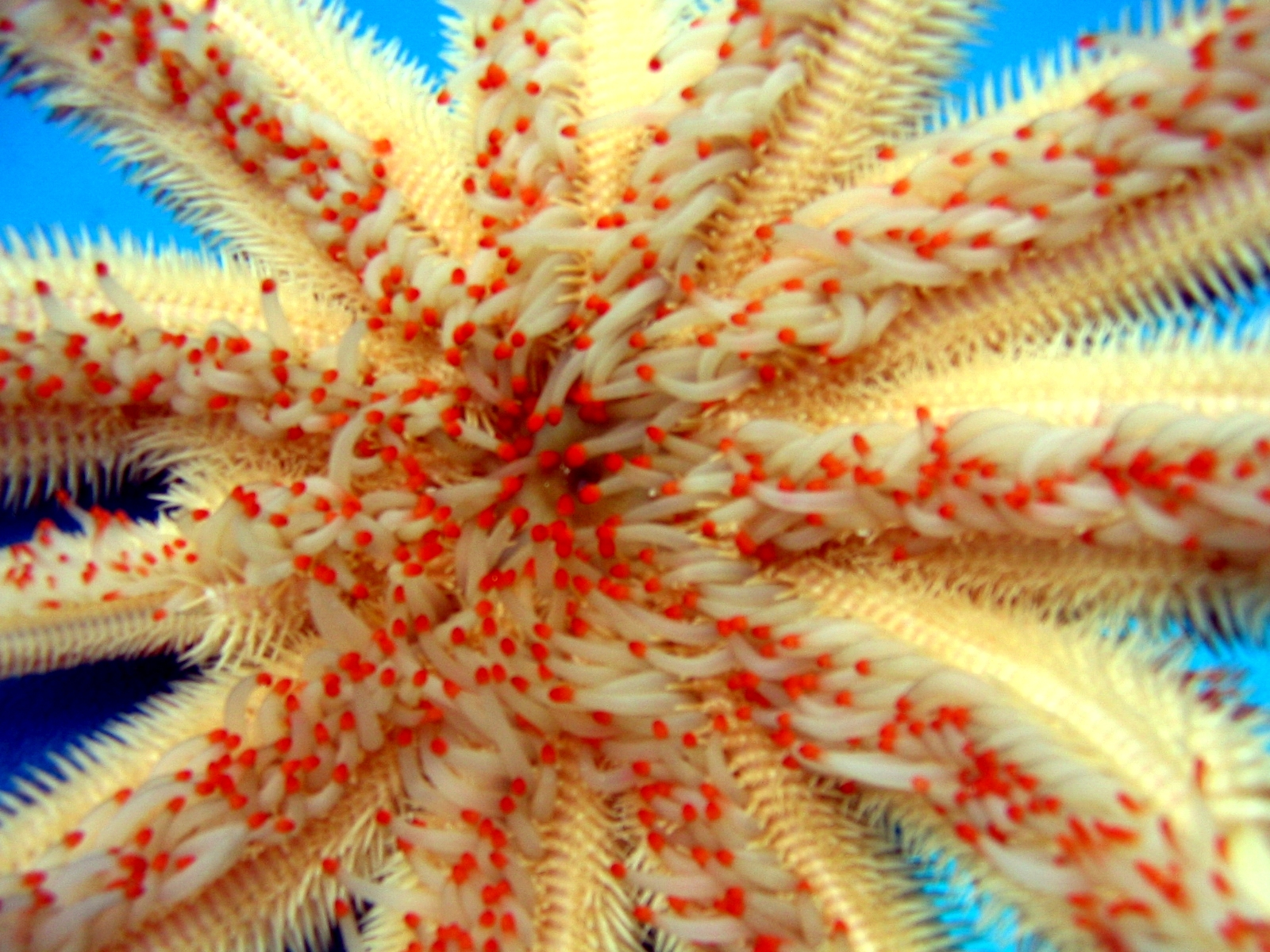
Face orale de Luidia magnifica.

## Habitat et répartition
Cette espèce est présente en milieux sableux dans le Pacifique ouest tropical (notamment Hawaï et les Philippines), à une profondeur comprise entre 18 et 133 mètres.